# Elwira Mejk

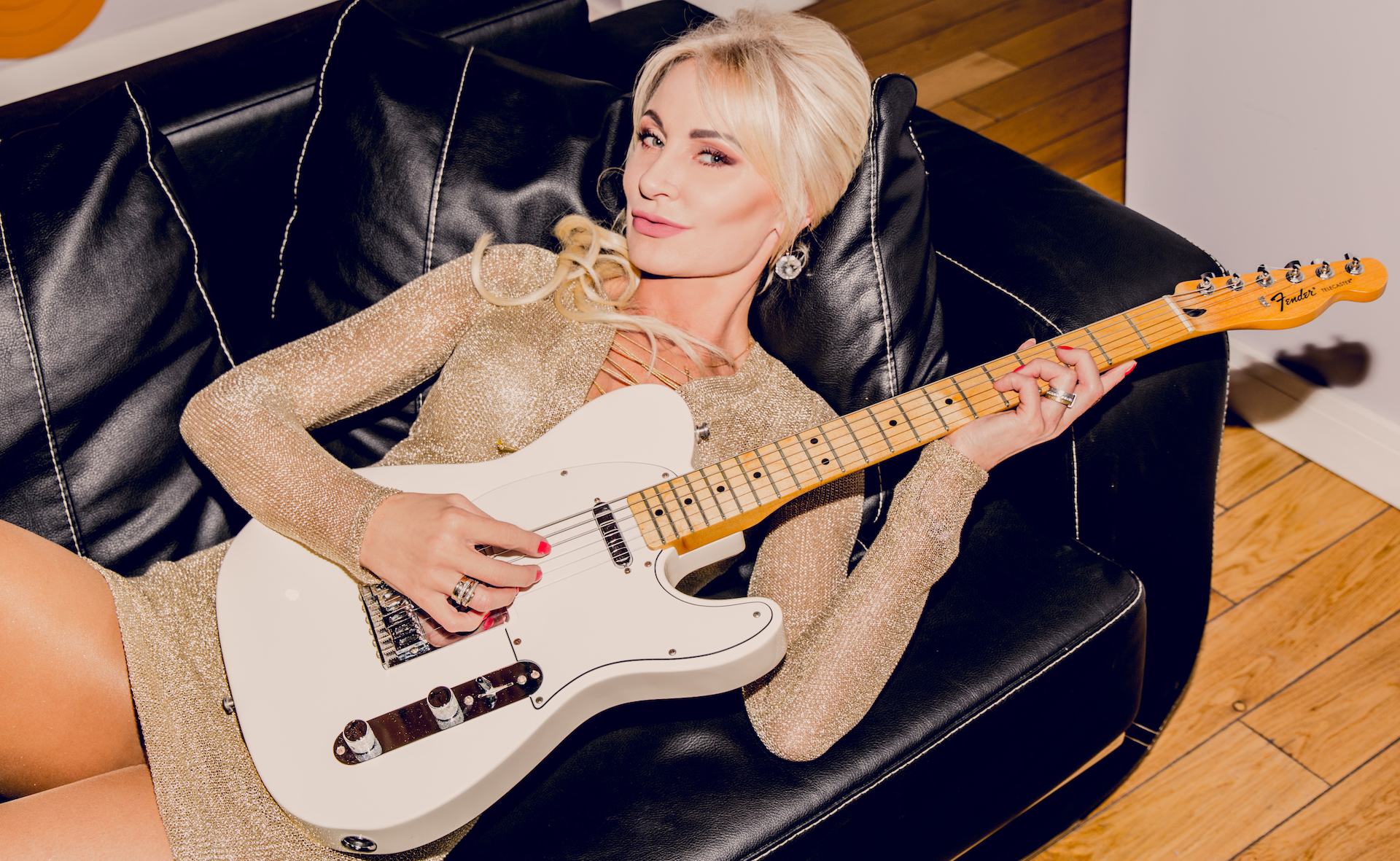
Elwira Mejk

Elwira Mejk, właśc. Elwira Smilgin-Brodzik (ur. w Morągu) – polska wokalistka disco polo, autorka tekstów, prezenterka, producentka telewizyjna, konferansjerka, założycielka zespołu MEJK.

## Życiorys
Elwira Mejk na scenie muzycznej jest od 4 roku życia. Śpiewała w szkole podstawowej, szkole średniej, a także występowała w szkolnym teatrze. Ukończyła studia licencjackie o profilu trenera kulturalno-oświatowego, specjalności choreografia tańca ludowego. Uczyła się w Studium Piosenkarskim w Poznaniu. Jest producentką telewizyjną, początkowo redaktor naczelną w lokalnej Telewizji Morąg, następnie producentką i pomysłodawczynią, prowadzącą, scenografką, dekoratorką, autorskich programów „Kuchnia POLOwa” i „Polokoktajl” nadawanych w stacji Polo Tv. Oprócz tego prowadzi wiele prestiżowych festiwali oraz imprez.
Elwira Mejk jest założycielką zespołu MEJK, który początkowo grał na imprezach biesiadnych i okolicznościowych, a od 1999 roku wszedł na sceny polskiej muzyki tanecznej. Na scenie towarzyszą jej muzycy i zawodowi tancerze. Koncertowała z zespołem w Polsce i za granicą.

### Życie prywatne
Jest mężatką, mąż – Mariusz Brodzik (ślub 9 września 2009). Ma dwóch synów, Szymona i Filipa.

## Nagrody
| Tytuł nagrody                          | Okoliczność przyznania            |
| -------------------------------------- | --------------------------------- |
| Wokalistka Roku 2003                   | Festiwal Muzyki Dance w Ostródzie |
| Wokalistka X Lecia                     | Festiwal Dance w Ostródzie, 2005  |
| Najseksowniejsza wokalistka Disco Polo | Plebiscyt Disco Bandżo 2009       |
| Wokalistka Roku                        | Plebiscyt DiscoBandżo 2012        |